# Revel, Haute-Garonne

Revel este o comună în departamentul Haute-Garonne din sudul Franței. În 2009 avea o populație de 9.253 de locuitori.

## Evoluția populației
| An        | 1975  | 1982  | 1990  | 1999  | 2006  | 2009  |
| --------- | ----- | ----- | ----- | ----- | ----- | ----- |
| Populație | 7.164 | 7.448 | 7.520 | 7.985 | 8.856 | 9.253 |

## Monumente

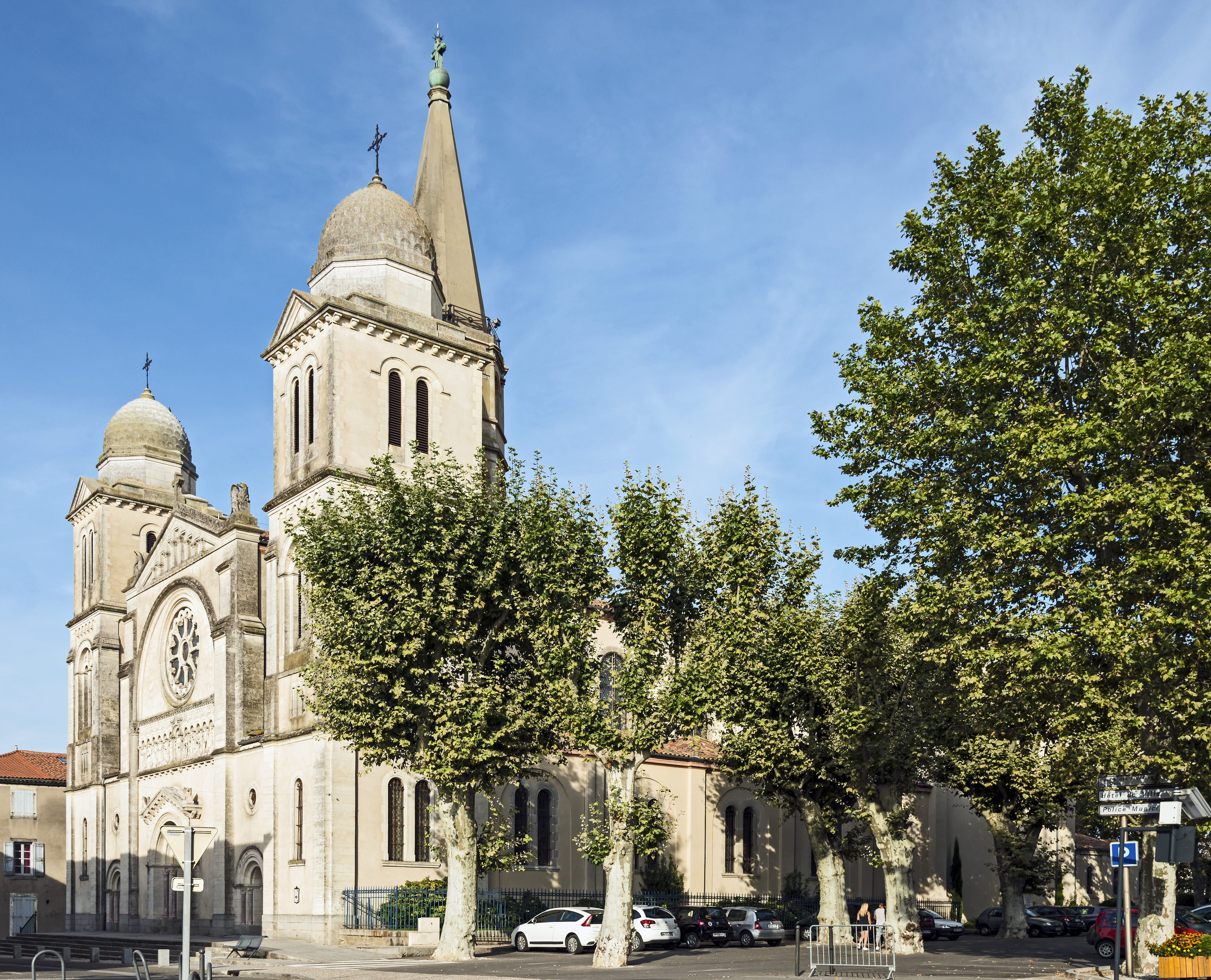
Biserica"Notre-Dame de Revel
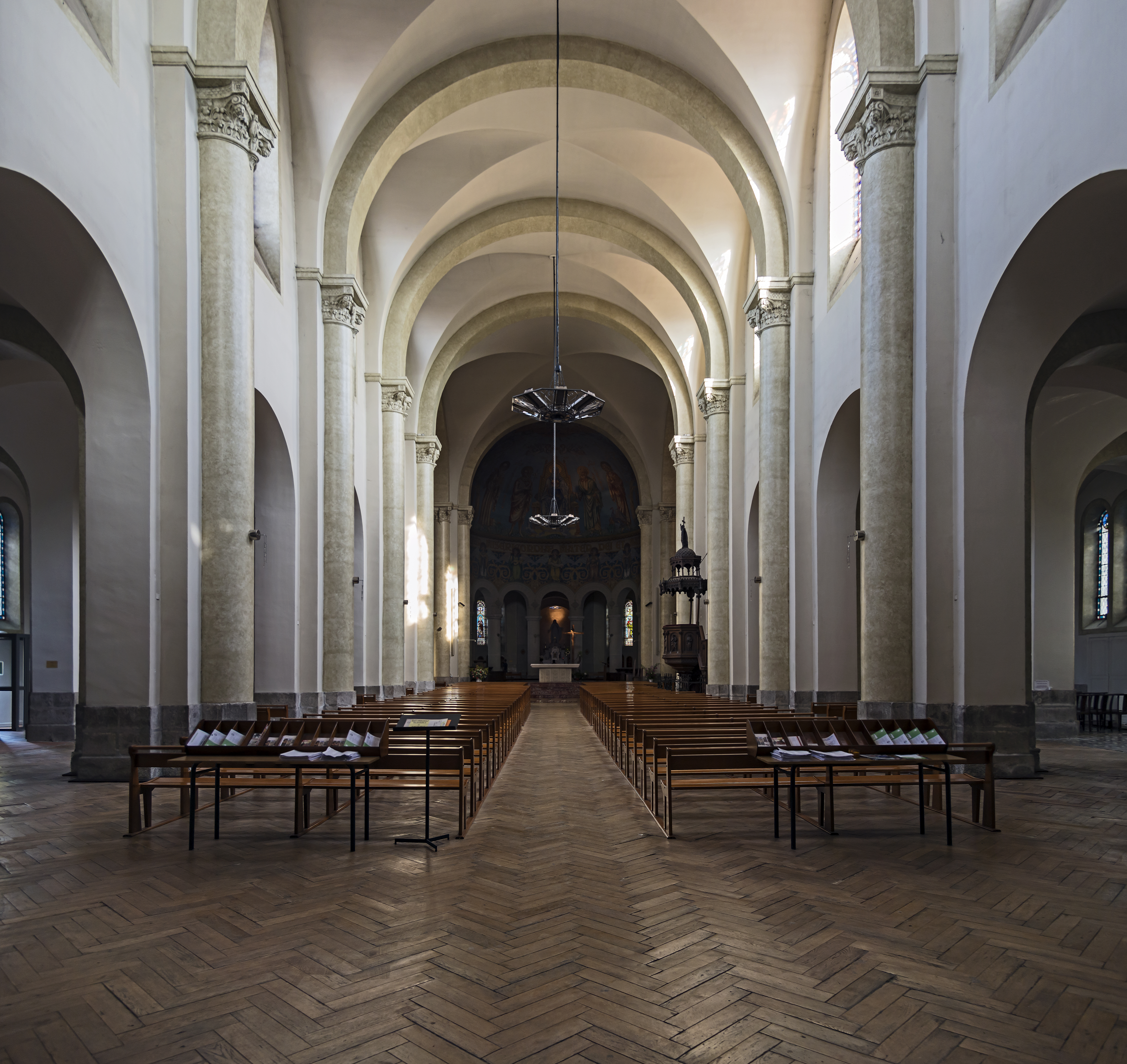
Interiorul
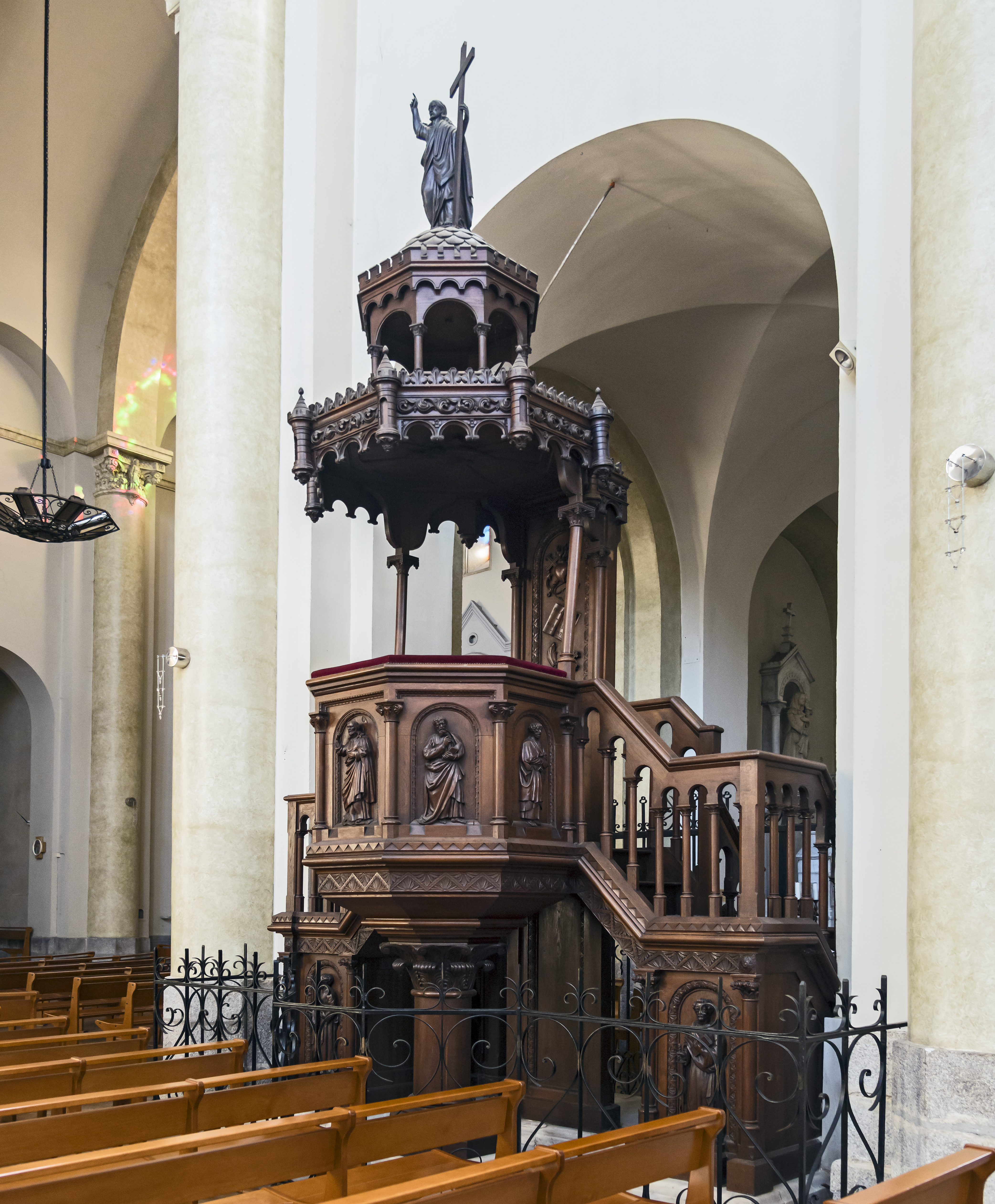
Amvonul
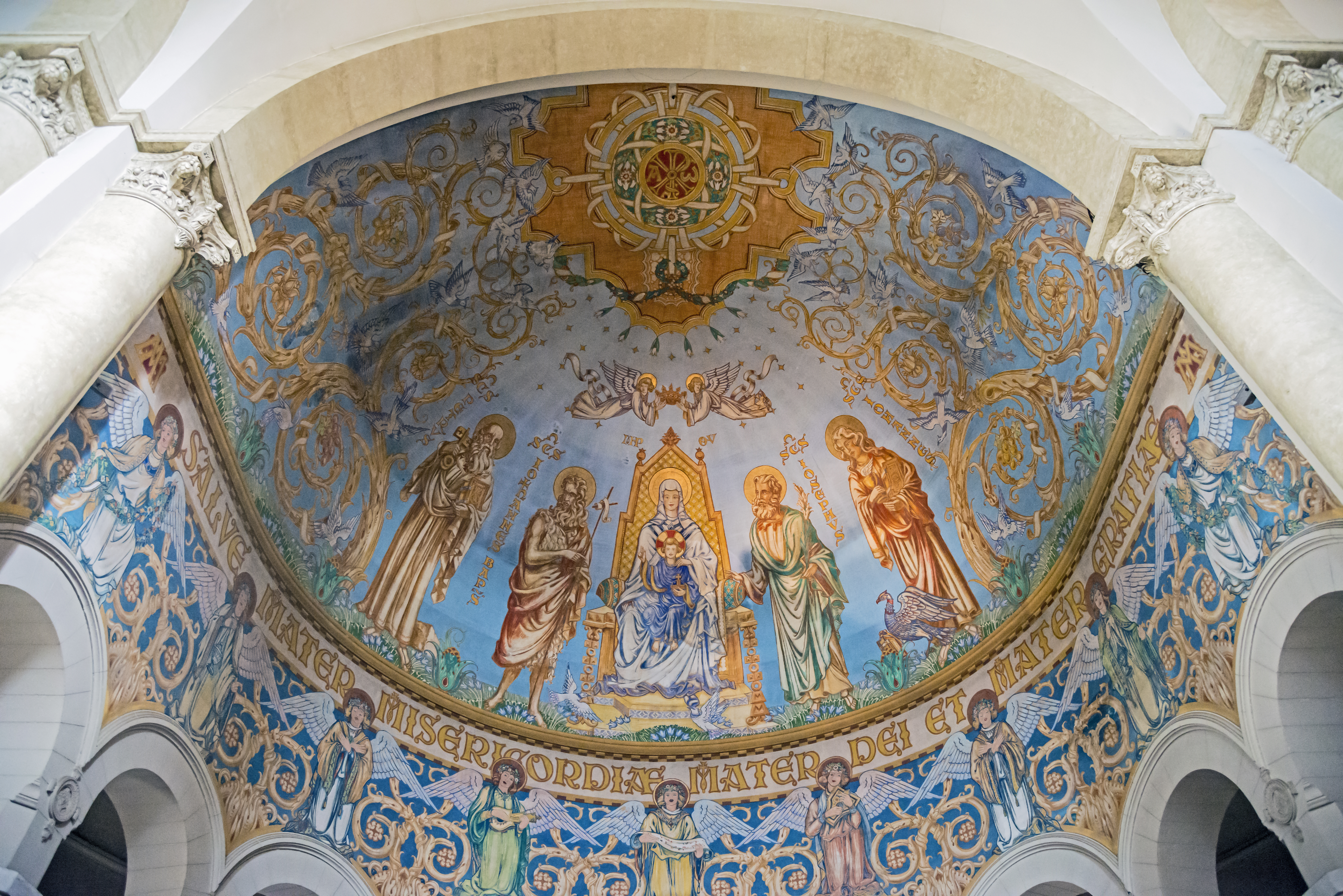
Bolta corului
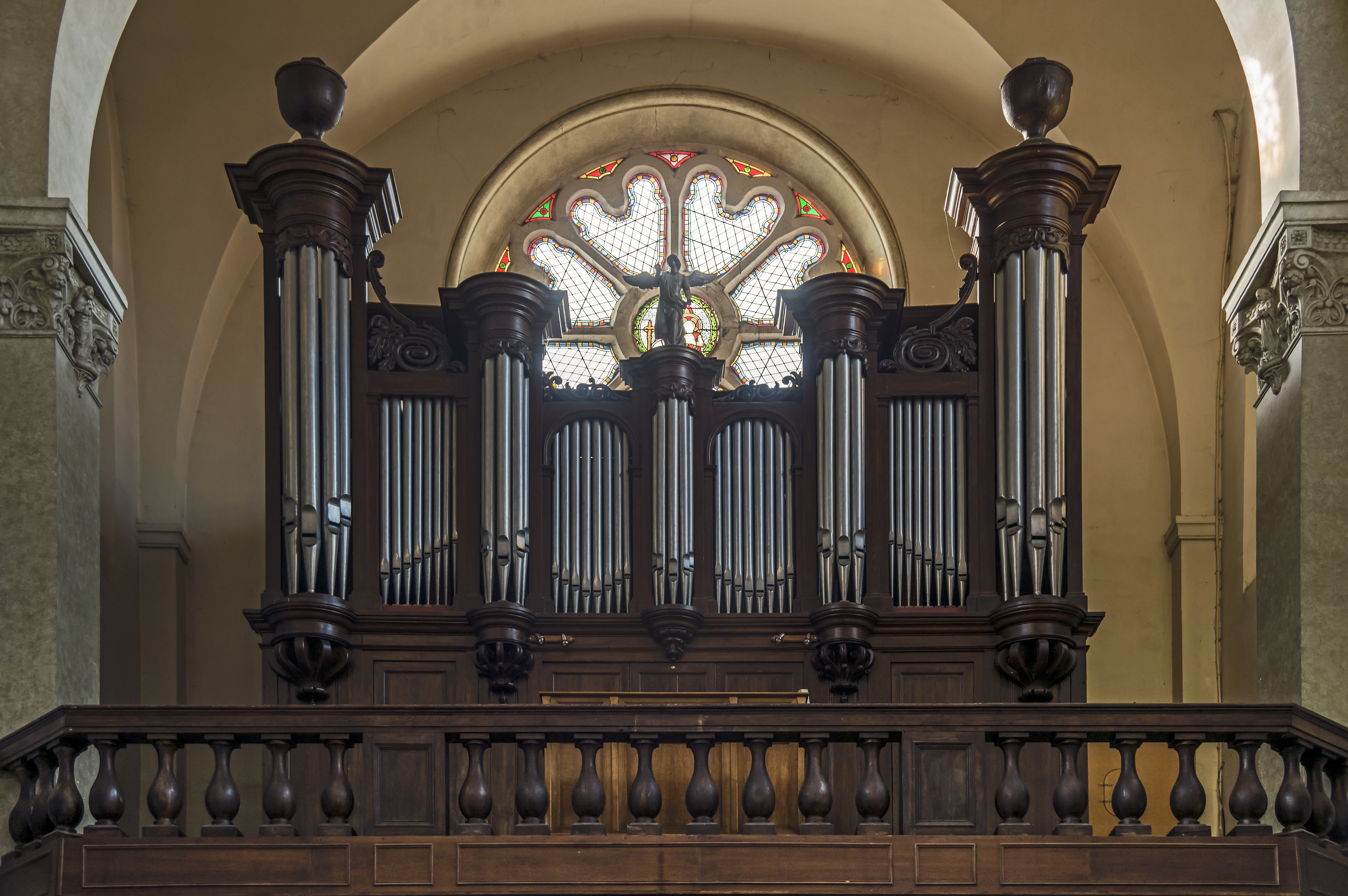
organul de